# Charles Garnier
Charles Garnier (París, 6 de noviembre de 1825-París, 3 de agosto de 1898) fue un arquitecto francés.

## Biografía
Nacido el 6 de noviembre de 1825 en París, cursó estudios en la École Gratuite de Dessin hasta 1840, fecha en la que entró a trabajar en un atelier parisino. También trabajó como dibujante para el arquitecto Viollet-le-Duc.
En 1842 entró en la École de Beaux Arts de París, donde en 1848 ganaría el prestigioso Grand Prix de Roma.
Tras acabar sus estudios de arquitectura viajó por Italia, Grecia y Turquía. Tras regresar a París en 1854, resultó ganador en el concurso para realizar el teatro de la Ópera, edificio emblemático del Segundo Imperio francés.
En 1884 se trasladó a Bordighera (Italia), donde se construiría una villa-estudio.
Su arquitectura inicial, rica en decoración y colorido, fue conocida como "estilo Napoleón III", y viene a ser un estilo neobarroco, grandilocuente y muy ornamentado.
Garnier fue uno de los grandes arquitectos del eclecticismo, caracterizado por la combinación en un mismo proyecto de formas y recursos estéticos pertenecientes a distintas épocas y estilos históricos.

## Obra
- Ópera de París (1861-1875).
- Cercle de la Librairie (1880), en París.
- Panorama Français (1882), en París.
- Observatorio, en Niza.
- Casino (1882), en Vittel.
- La Capelle-en-Tiérache (1883)
- Casino de Monte-Carlo (1878-1879).

## Viaje a España
Mientras se construía el edificio de la Ópera, disponiendo de unos días libres, los aprovechó para realizar del 3 al 31 de mayo de 1868, junto con su mujer Louise Garnier, sus amigos el arquitecto Ambroise Baudry y el pintor Gustave Boulanger, un viaje por España. Se decidieron a emprenderlo ya que en España se habían puesto en uso importantes trechos de ferrocarril. Partiendo de París, por Hendaya entraron en España, visitaron San Sebastián, Vitoria, Burgos, Madrid, El Escorial, Toledo, Córdoba, Sevilla, Cádiz, Málaga, Granada, Jaén, Alicante, Valencia, Tarragona y Barcelona, abandonando España por La Junquera. Hubo trechos que, al no disponer de ferrocarril, los recorrieron en diligencia, incluso uno lo hicieron en barco. Curioso resultado de este viaje fue que, llevando los arquitectos y el pintor cada uno su propio cuaderno de viaje, confeccionaron otro en común en el que estos tres personajes realizaban bocetos de paisajes, monumentos y personas, todo ello acompañado por una descripción en verso de lugares, personas y anécdotas, en parte muy jocosa, escrita por Garnier. Este cuaderno, con el título: Voyage en Espagne par Louise, Gustave Boulanger, Ambroise Baudry et Charles Garnier 1868, pertenece a la Biblioteca Nacional de Francia, Ópera, Fondo Garnier, documento n.º 96. 
Editorial Nerea publicó en 2011, con el patrocinio de Iberdrola, una edición de este cuaderno en facsímil acompañado por un segundo tomo dedicado al estudio de las personalidades de los viajeros, del viaje y la traducción al castellano del texto.

### Otros escritos
- A travers les arts; causeries et mélanges, Librairie Hachette, Paris, 1869.
- Le théatre, Librairie Hachette Paris, 1871.
- Le Nouvel Opera, Librairie Generale de L'Architecture, Paris, 1875-1881.
- L'habitation humaine, 1892.